# Stagno di Bidderosa
Lo stagno di Bidderosa, indicato sulla carta IGM come "Biderrosa", è una zona umida situata  in prossimità  della costa centro-orientale della Sardegna, limitrofo alla nota spiaggia di Bidderosa. Appartiene amministrativamente al comune di Orosei, e fino all'Ottocento era conosciuto come "Stagno di Luca"
L'area è stata inquadrata e inaugurata come "Cantiere di Rimboschimento" nel 1950 quando iniziarono anche a Orosei i lavori - finanziati dalla Regione e dalla Cassa del Mezzogiorno - per adempiere alla Legge sulla bonifica integrale del 1933, con interventi di piantumazione delle coste per la riduzione del surrenamento e la protezione dei terreni agricoli più vicini al mare. Come nel resto della costa oroseina, anche le pinete di Cala Ginepro, di Sa curcuricca e di Bidderosa,  sono caratterizzate da Pinus pinea non autoctono, che ha creato un nuovo ecosistema. Per questa ragione le pinete, prima inesistenti, necessitano di continua manutenzione.
Con la direttiva comunitaria "Habitat" n. 92/43/CEE approvata nel 1992 dalla Commissione europea viene dichiarato sito di interesse comunitario e inserito nella rete Natura 2000 con l'intento di tutelarne la biodiversità, attraverso la conservazione dell'habitat, della flora e della fauna selvatica presenti. Il sito, distinto col codice ITB020012, comprende anche i vicini stagni di Sa Curcurica, Berchida e Sa Salinedda.